# Ricardo Ramírez
Ricardo Ramírez (Bay City, 12 settembre 1936) è un vescovo cattolico statunitense, dal 10 gennaio 2013 vescovo emerito di Las Cruces.

## Biografia
Monsignor Ricardo Ramírez è nato a Bay City, Texas, il 12 settembre 1936 ed è il secondo dei due figli di Natividad Ramírez e Maria (nata Espinosa).

### Formazione e ministero sacerdotale
Ha frequentato la scuola latinoamericana Jefferson Davis Grammar dal 1942 al 1950 e la Bay City High School dal 1951 al 1955. Ha poi studiato all'Università di San Tommaso a Houston dove nel 1959 ha conseguito il bachelor's degree. Successivamente è entrato nella congregazione religiosa dei Preti di San Basilio. Il 12 settembre del 1960 ha emesso la professione solenne. Ha studiato al seminario "San Basilio" di Toronto dal 1963 al 1965.
Il 10 dicembre 1966 è stato ordinato presbitero dal vescovo ausiliare di Amarillo John Louis Morkovsky. È stato poi assegnato alla chiesa di Santa Maria a Owen Sound, in Canada. Dal 1967 al 1968 ha studiato all'Università di Detroit per conseguire il Master of Arts. Quindi è stato cappellano degli studenti universitari del Centro Cultural Aragón di Città del Messico fino al 1970. Mentre lavorava al progetto di educazione religiosa familiare a Tehuacán dal 1970 al 1976, ha proseguito gli studi presso l'Istituto di pastorale dell'Asia orientale dell'Università Ateneo de Manila a Quezon City dal 1973 al 1974. Al suo ritorno negli Stati Uniti d'America, è stato nominato vicepresidente esecutivo del Mexican American Cultural Center, ora Mexican American Catholic College a San Antonio dal 1976 al 1981.

### Ministero episcopale
Il 27 ottobre 1981 papa Giovanni Paolo II lo ha nominato vescovo ausiliare di San Antonio e titolare di Vatarba. Ha ricevuto l'ordinazione episcopale il 6 dicembre successivo dall'arcivescovo metropolita di San Antonio Patrick Fernández Flores, co-consacranti il vescovo di Galveston-Houston John Louis Morkovsky e quello di Tehuacán Rafael Ayala y Ayala.
Il 17 agosto 1982 papa Giovanni Paolo II lo ha nominato primo vescovo della nuova diocesi di Las Cruces. Ha preso possesso della diocesi il 18 ottobre successivo.
Nel maggio del 2012 ha compiuto la visita ad limina.
Il 10 gennaio 2013 papa Benedetto XVI ha accettato la sua rinuncia al governo pastorale della diocesi per raggiunti limiti di età.
In seno alla Conferenza dei vescovi cattolici degli Stati Uniti ha fatto parte del comitato per la politica internazionale, della commissione per la liturgia e della commissione per gli affari ispanici. In precedenza ha presieduto la commissione per la Chiesa in America Latina e la Campagna cattolica per lo sviluppo umano. È stato anche membro del comitato consultivo della Catholic Common Ground Initiative.

## Genealogia episcopale
La genealogia episcopale è:
- Cardinale Scipione Rebiba
- Cardinale Giulio Antonio Santori
- Cardinale Girolamo Bernerio, O.P.
- Arcivescovo Galeazzo Sanvitale
- Cardinale Ludovico Ludovisi
- Cardinale Luigi Caetani
- Cardinale Ulderico Carpegna
- Cardinale Paluzzo Paluzzi Altieri degli Albertoni
- Papa Benedetto XIII
- Papa Benedetto XIV
- Cardinale Enrico Enriquez
- Arcivescovo Manuel Quintano Bonifaz
- Cardinale Buenaventura Córdoba Espinosa de la Cerda
- Cardinale Giuseppe Maria Doria Pamphilj
- Papa Pio VIII
- Papa Pio IX
- Cardinale Alessandro Franchi
- Cardinale Giovanni Simeoni
- Cardinale Antonio Agliardi
- Cardinale Basilio Pompilj
- Cardinale Adeodato Piazza, O.C.D.
- Cardinale Luigi Raimondi
- Arcivescovo Patrick Fernández Flores
- Vescovo Ricardo Ramírez, C.S.B.